# Kamel Maddouri
Kamel Maddouri (Téboursouk, 25 gennaio 1974) è un politico tunisino, Primo ministro della Tunisia dall'8 agosto 2024 al 21 marzo 2025.

## Biografia
È nato il 25 gennaio 1974 a Téboursouk, nel governatorato di Béja. Si è laureato in diritto comunitario europeo e in relazioni Europa-Maghreb alla Facoltà di Scienze giuridiche, politiche e sociali di Tunisi dell'Università di Cartagine, presso cui ha conseguito anche un master in scienze giuridiche. Ha pubblicato numerosi lavori sul coordinamento della sicurezza sociale, sulle riforme dell'assicurazione sanitaria e delle pensioni oltre che sulla protezione sociale per i lavoratori immigrati. Ha proseguito gli studi ottenento un diploma presso la Scuola nazionale di amministrazione e una laurea presso l'Istituto nazionale di difesa nel 2015.
Nel 2020 è stato nominato presidente del consiglio di amministrazione e amministratore delegato della Caisse nationale d'assurance maladie (CNAM), rimanendo in carica fino al dicembre 2023.
Il 25 maggio 2024 il Presidente della Repubblica Kaïs Saïed lo ha nominato Ministro degli affari sociali e poi, l'8 agosto successivo, lo ha nominato Primo ministro della Tunisia in sostituzione di Ahmed Hachani.
Il 21 marzo 2025 è stato sostituito nel suo incarico, su volere dello stesso Presidente Kaïs Saïed, dalla ministra Sarra Zaafrani. Licenziato da Kaïs Saïed a causa della crisi economica e migratoria in Tunisia.